# Hawaiorchestia hawaiensis
Hawaiorchestia hawaiensis är en kräftdjursart som först beskrevs av James Dwight Dana 1853.  Hawaiorchestia hawaiensis ingår i släktet Hawaiorchestia och familjen tångloppor. Inga underarter finns listade i Catalogue of Life.